# 洛雷特圣母院路

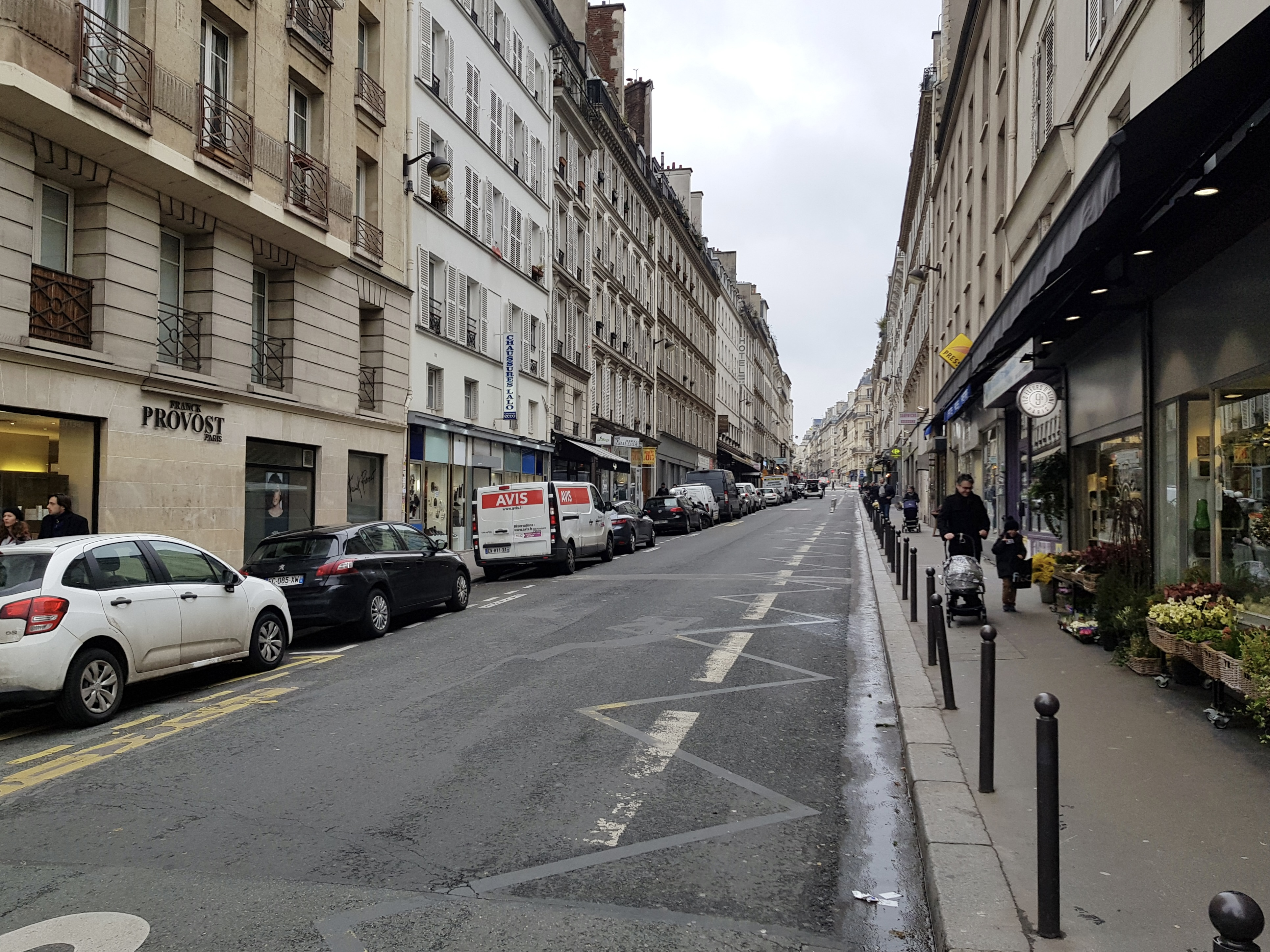

洛雷特圣母院路（Rue Notre-Dame-de-Lorette）是巴黎第九区的一条街道。长485米，宽13米。附近的地铁站有12号线的圣乔治站（Saint-Georges）和洛雷特圣母院站（Notre-Dame-de-Lorette）。

## 名称
洛雷特圣母院路得名于洛雷特圣母院。

## 历史
洛雷特圣母院路开辟于1824-1835年。